# Ana Lucia Araujo
Ana Lucia Araujo (Brasile, 7 maggio 1971) è una storica, scrittrice e docente statunitense.
Insegna storia alla Howard University. È membro del Comitato Scientifico Internazionale del Progetto UNESCO Slave Route. Le sue ricerche si concentrano sulla storia della schiavitù e della tratta atlantica degli schiavi e le loro conseguenze attuali.

## Biografia
Araujo è nata e cresciuta in Brasile. Ha conseguito una laurea in Belle Arti presso l'Universidade Federal do Rio Grande do Sul (UFRGS a Porto Alegre, Brasile (1995), e un master in storia presso la Pontifícia Universidade Católica do Rio Grande do Sul (PUCRS), a Porto Alegre, Brasile (1998). Si è trasferita in Canada nel 1999 e ha conseguito un dottorato di ricerca in Storia dell'Arte presso l'Université Laval (Québec City, Canada) nel 2004. Il suo principale supervisore era David Karel (1944-2007). Nel 2007 ha inoltre conseguito in cotutela un dottorato di ricerca in storia (Université Laval) e un dottorato in antropologia sociale e storica presso l'École des Hautes Études en Sciences Sociales (Parigi, Francia). I suoi supervisori erano lo storico africanista Bogumil Jewsiewicki e l'antropologo africanista Jean-Paul Colleyn .
Araujo ha ricevuto una borsa di studio post-dottorato dal FQRSC (Fonds québécois de la recherche sur la société et la culture) nel 2008, con un progetto intitolato: "Right to Image: Restitution of Cultural Heritage and Construction of the Memory of the Heirs of Slavery", ma si è trasferita a Washington DC per assumere una posizione di ruolo di professore assistente presso il Dipartimento di Storia della Howard University. È stata di ruolo e promossa a professore associato nel 2011, ed è diventata professore ordinario nel 2014. Oggi tiene conferenze negli Stati Uniti, Canada, Brasile, Portogallo, Sud Africa, Francia, Regno Unito, Paesi Bassi e Argentina, in inglese, francese, portoghese e spagnolo.

## Riconoscimenti
- 2022  Membro della School of Historical Studies, Institute for Advanced Study, Princeton, NJ
- 2021  Fellow della Royal Historical Society (archiviato dall'url originale il 29 marzo 2023), Londra, Regno Unito
- 2021 Borsa di ricerca Franklin dell'American Philosophical Society
- 2017-presente  Membro del Comitato Scientifico Internazionale del Progetto UNESCO Slave Route.

## Pubblicazioni
- Museums and Atlantic Slavery. Oxon, New York: Routledge, 2021. ISBN 9780367530082.
- Slavery in the Age of Memory: Engaging the Past . London, New York: Bloomsbury, 2020. ISBN 9781350048492.
- Reparations for Slavery and the Atlantic Slave Trade: A Transnational and Comparative History. London, New York: Bloomsbury, 2017. ISBN 135001060X.
- Romantismo tropical: Um pintor francês nos trópicos. São Paulo: Editora da Universidade de São Paulo, 2017. ISBN 85-314-1647-7.
- Brazil through the French Eyes: A Nineteenth-Century Artist in the Tropics. University of New Mexico Press, 2015 ISBN 0826337457.
- African Heritage and Memories of Slavery in Brazil and the South Atlantic World. dir., Cambria Press, 2015 ISBN 1604978929.
- Shadows of the Slave Past: Memory, Heritage, and Slavery, Routledge, 2014 ISBN 0415853923.
- Politics of Memory: Making Slavery Visible in the Public Space, Routledge, 2012 ISBN 0415526922.
- Paths of the Atlantic Slave Trade: Interactions, Identities and Images, Cambria Press, 2011 ISBN 1604977477.
- Crossing Memories: Slavery and African Diaspora, dir. Ana Lucia Araujo, Mariana P. Candido et Paul E. Lovejoy. Africa World Press, 2011 ISBN 1592218202.
- Public Memory of Slavery: Victims and Perpetrators in the South Atlantic, Cambria Press, 2010 ISBN 1604977140.
- Living History: Encountering the Memory of the Heirs of Slavery, Cambridge Scholars Publishing, 2009 ISBN 1443809985.
- Romantisme tropical: l’aventure illustrée d’un peintre français au Brésil, Presses de l’Université Laval, 2008 ISBN 2763786022.